# Thapsia
Thapsia, èdril o edri, és un gènere de plantes dins la família de les apiàcies també es coneix en anglès com a deadly carrots (pastanagues mortals), El seu centre de diversitat es troba a l'oest de la Conca del mediterrani, estenent-se ca`l'oest fins a Portugal i Marroc. Als Països Catalans són autòctones dues espècies: Thapsia villosa i Thapsia garganica. Algunes espècies s'han usat en la medicina tradicional.

## Descripció
Les espècies de Thapsia són herbàcies i perennes que fan de 50 a 200 cm d'alt.
El nom del gènere Thapsia deriva del grec θαψία (thapsía) els grecs creien que s'havia originat a Thapsos a Sicília.

## Recerca en el càncer
El compost químic thapsigargina s'ha aïllat de Thapsia garganica i el seu derivat anomenat "G-202" és en estudi preliminar en el tractament pel càncer.

## Taxonomia
Se'n reconeixen unes 9 espècies, però és un gènere complex.
- Thapsia cinerea A.Pujadas
- Thapsia decussataLag.
- Thapsia garganicaL.
- Thapsia gymnesica Rosselló & A.Pujadas
- Thapsia platycarpa Pomel
- Thapsia minor Hoffmans & Link
- Thapsia nitida Lacaita
- Thapsia villosaL.
- Thapsia transtagana Brot.
- Thapsia annua(A.Chev.) M.Hiroe (1979) (sinònim : Melanoselinum annuum A.Chev.)
- Thapsia bischoffii(Schmidt) M.Hiroe (1979) (sin. Tornabenea bischoffii Schmidt)
- Thapsia cinereaA.Pujadas (2003) (Morocco)
- Thapsia decipiensHook.f. (1867)(Madeira)
- Thapsia decussataLag. (1816)
- Thapsia dissecta(Boiss.) Arán & Mateo (2002) (synonym : Thapsia villosa var. dissecta Boiss.)
- Thapsia edulisG.Nicholson (1887)(Madeira)
- Thapsia garganicaL. (1767)(synonyms : Thapsia lineariloba Pomel, Thapsia marocana Pomel, Thapsia silphia St.-Lag., Thapsia stenocarpa Pomel)
  - Thapsia garganica subsp. gymnesica (Rosselló & A.Pujadas) Romo (1994)(synonym : Thapsia gymnesica Rosselló & A.Pujadas)
  - Thapsia garganica subsp. messanensis(Guss.) Brullo, Guglielmo, Pasta, Pavone & Salmeri (2009)(Sicily)
- Thapsia hirta(Schmidt) M.Hiroe (1979)(synonym : Tornabenea hirta)
- Thapsia insularis(Parl. & Webb.) M.Hiroe-(1979) (synonym : Tetrapleura insularis)
- Thapsia intermediaLag. (1821) (Spain)
- Thapsia melanoselina Masf.(1881)
- Thapsia minorHoffmanns. & Link (1834) (Portugal)
- Thapsia moniza Masf (1881)(Canaries)
- Thapsia nitida Lacaita (1928)(Spain)
  - Thapsia nitida subsp. meridionalis (A.Pujadas) Rivas Mart.(2002)
- Thapsia pelagicaBrullo, Guglielmo, Pasta, Pavone & Salmeri(2009)
- Thapsia platycarpa Pomel(species recently differentiated from Thapsia garganica)
- Thapsia polygama Desf. (1798)(North Africa)
- Thapsia praealta d'Urv. (1822)(Kos – Dodecanese)
- Thapsia tenuissima (A.Chev.) M.Hiroe (1979) (synonym : Melanoselinum tenuissimum A.Chev.)
- Thapsia transtagana Brot. (1804)(Portugal)
- Thapsia villosaL. (1753)(synonyms :, Thapsia microcarpaPomel, Thapsia stenoptera Pomel) (Iberian peninsula)
  - Thapsia villosa var. laciniata (Rouy) O.Bolòs & Vigo (1974)(synonym : Thapsia laciniata Rouy)
  - Thapsia villosa subsp. maxima (Mill.) O.Bolòs & Vigo (1974)(synonym : Thapsia maxima Mill.)
  - Thapsia villosa var. platyphyllos Franco & P.Silva. (1971)

## Galeria fotogràfica

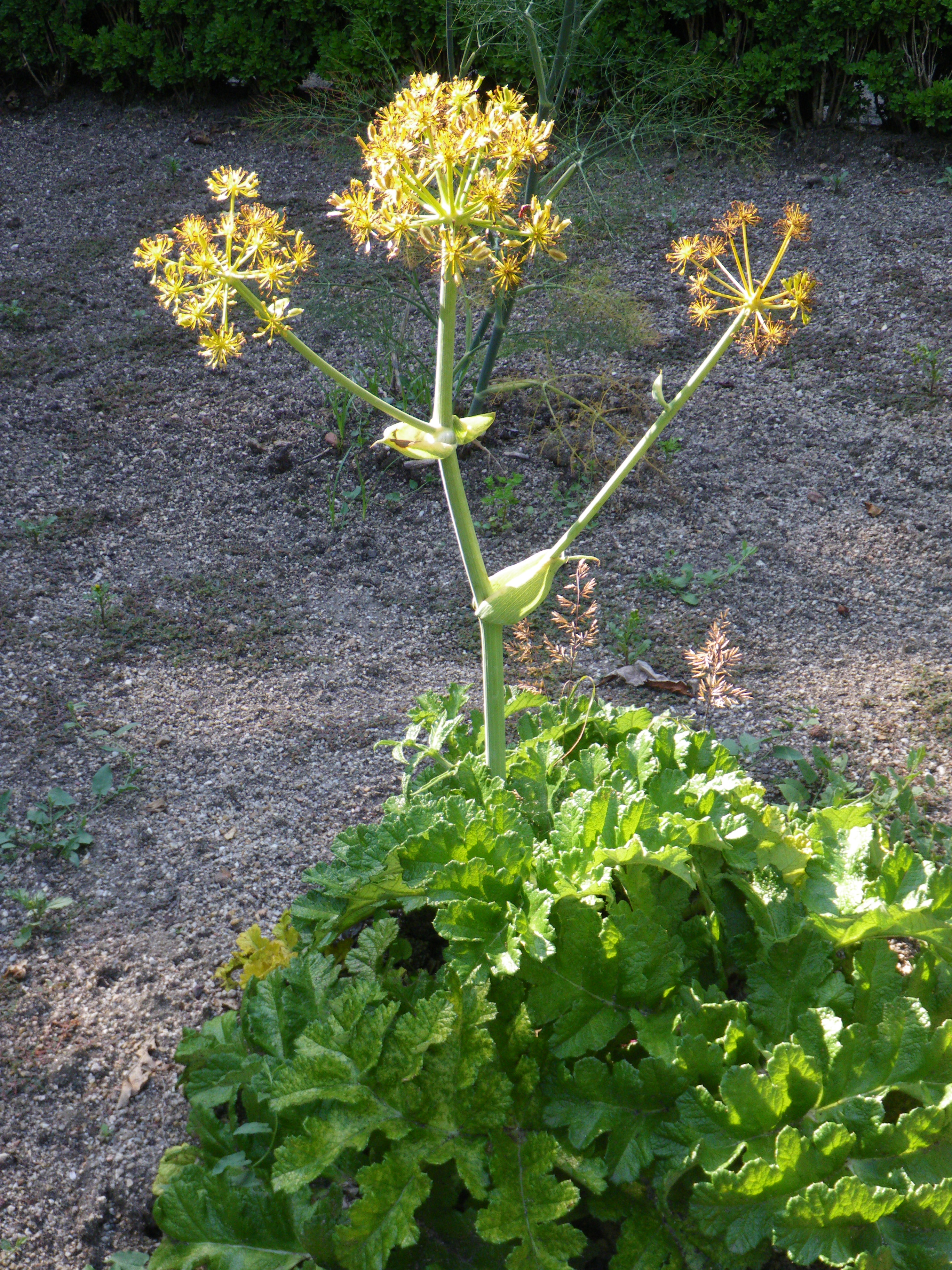
Thapsia nitida
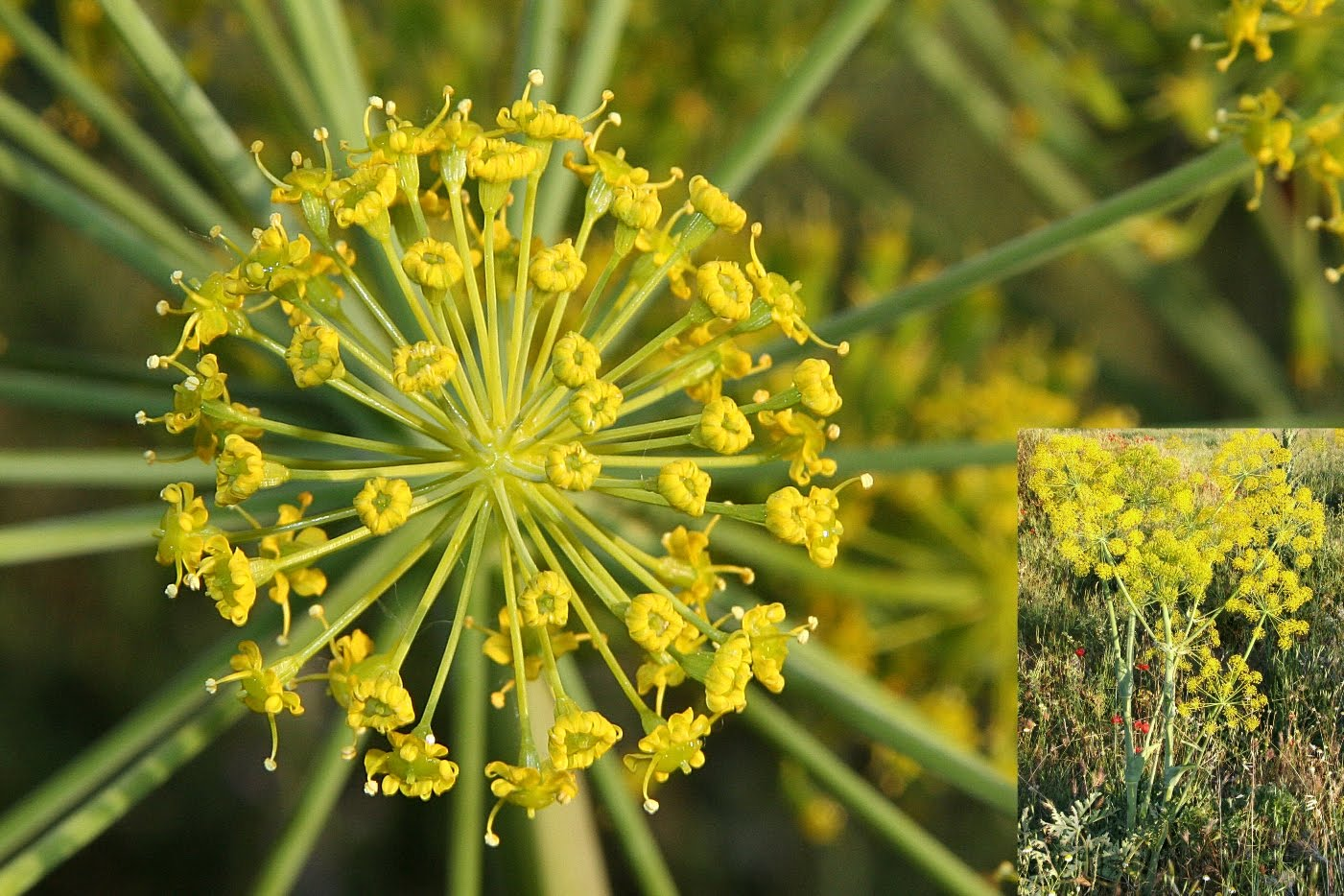
Thapsia villosa